# Попадейкино (Томская область)
Попаде́йкино — деревня в Томском районе Томской области. Входит в состав Зоркальцевского сельского поселения.

## География
Деревня расположена к юго-западу от Северска, на противоположном от него берегу Томи, и к северо-востоку от Зоркальцева (центра поселения).

## Население
| 2008 | 2009 | 2010 | 2011 | 2012 | 2013 | 2014 |
| ---- | ---- | ---- | ---- | ---- | ---- | ---- |
| 0    | →0   | ↗6   | →6   | →6   | →6   | ↘5   |
| 2015 | 2021 |      |      |      |      |      |
| →5   | ↘0   |      |      |      |      |      |

## Социальная сфера и экономика
Географически ближайшие фельдшерско-акушерский пункт, школа, библиотека и др. объекты социального и образовательного назначения находятся в Бориках. Собственно деревня Попадейкино представляет собой на данный момент садово-дачный населённый пункт (на 1 января 2010 года постоянное население отсутствовало).